# Polypogon interruptus
Polypogon interruptus är en gräsart som beskrevs av Carl Sigismund Kunth. Polypogon interruptus ingår i släktet skäggrässläktet, och familjen gräs. Inga underarter finns listade i Catalogue of Life.

## Bildgalleri

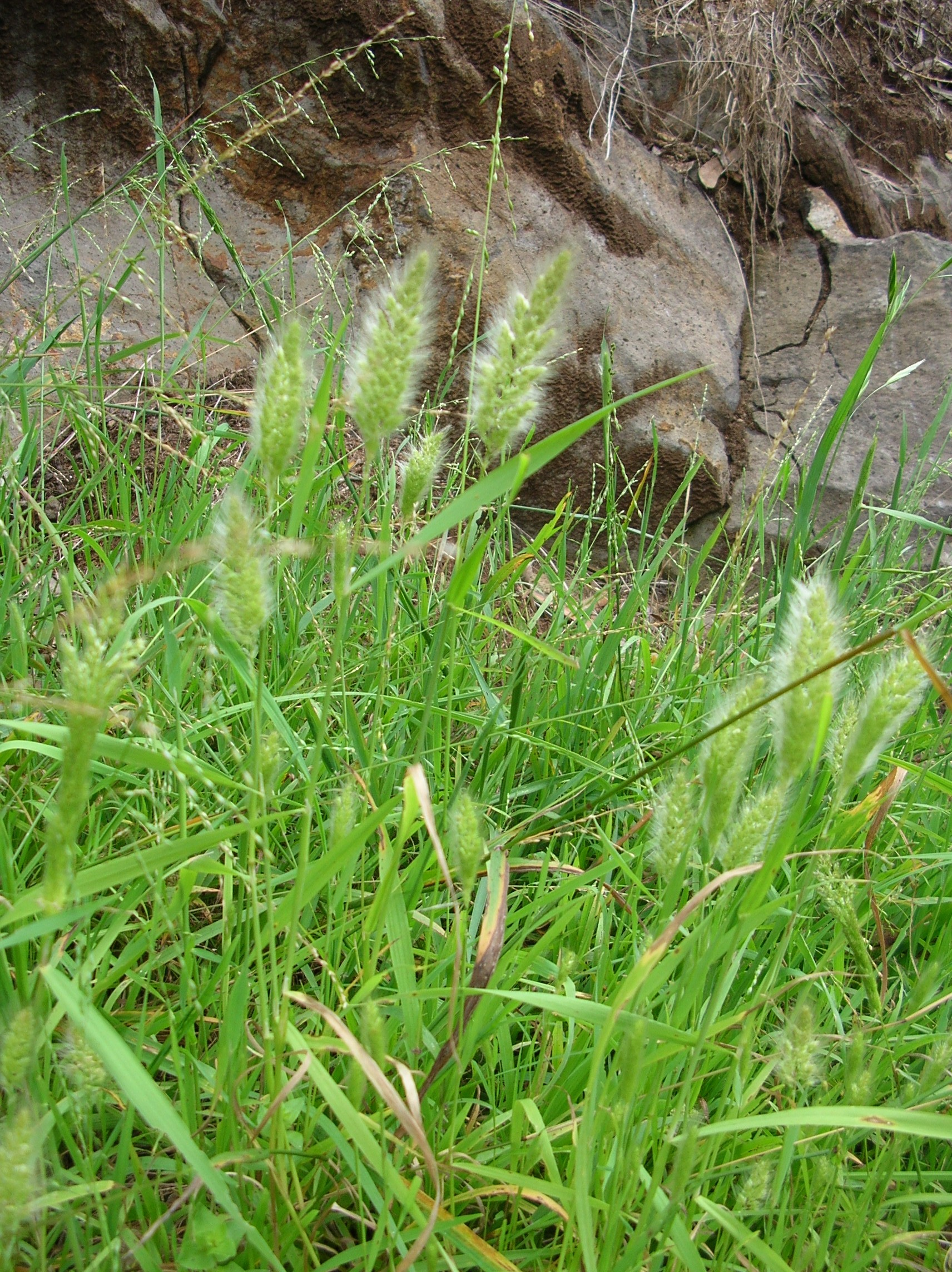
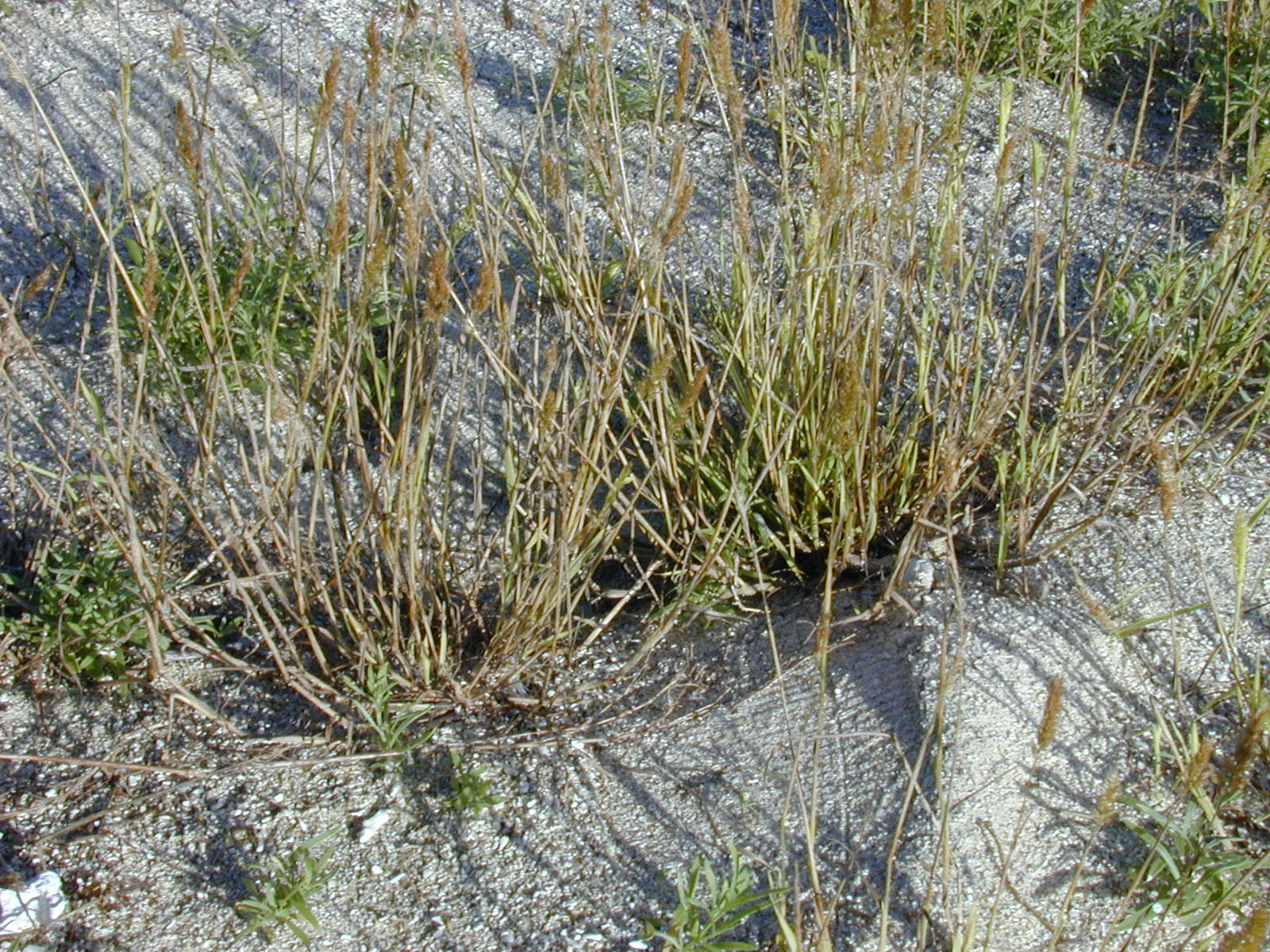
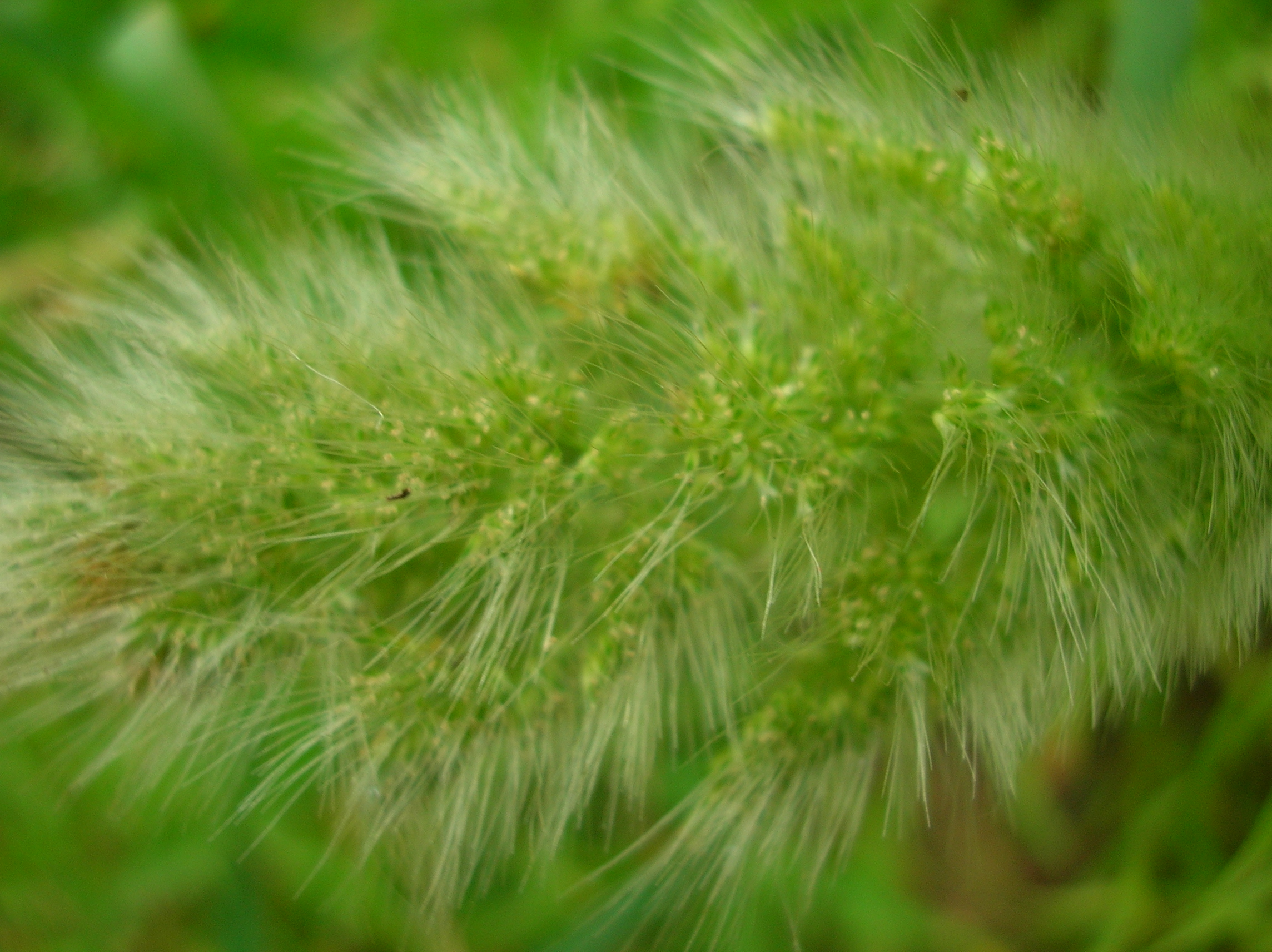
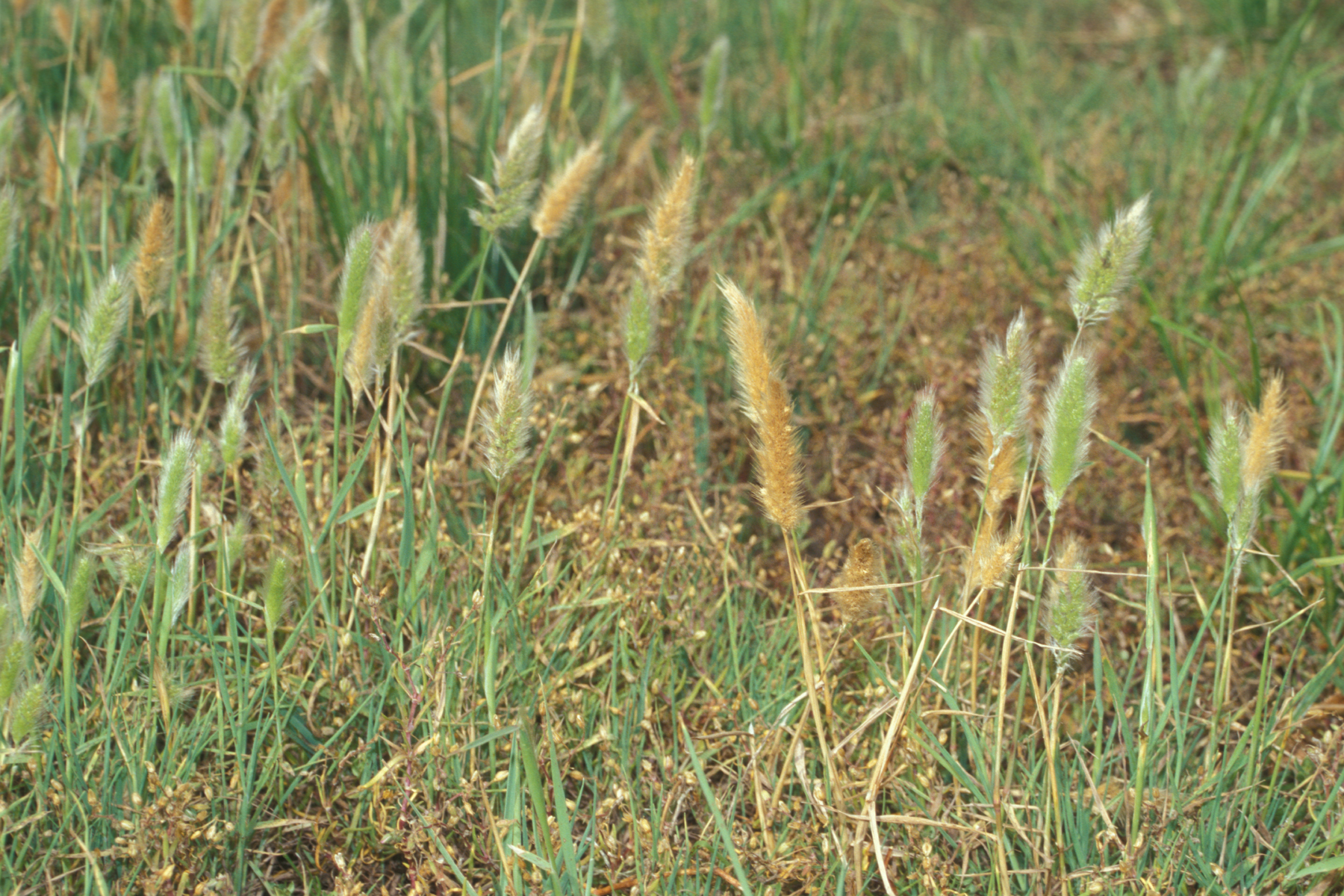